# Karl von Maltzahn
Karl Hans Friedrich Freiherr von Maltzahn, eigentlich Carl von Maltzahn (* 17. November 1797 in Ivenack; † 21. Oktober 1868 in Pinnow) war ein preußischer Oberlandstallmeister und Landrat des Landkreises Demmin. Er gehörte zu den Wegbereitern des Pferderennsports in Mecklenburg und Pommern und war ein bedeutender Fachmann für Pferdezucht.

## Leben
Karl von Maltzahn (Nr. 975 der Geschlechtszählung) wurde auf Schloss Ivenack geboren als jüngerer Sohn des Albrecht Joachim Freiherrn von Maltzahn, Graf von Plessen (1762–1828) in dessen zweiter Ehe mit Amelie, geb. von Schwerin (1769–1831) aus dem Hause Wolfshagen. Sein älterer Halbbruder Gustav von Maltzahn (1788–1862) setzte das Majorat in Ivenack fort, mit dem sich der Titel Graf von Plessen verband.
Zusammen mit seinem Bruder Rudolf, der später Mitglied der Ersten Kammer des Preußischen Landtags und danach Mitglied des Preußischen Herrenhauses war, wurde er in Ivenack von Hauslehrern unterrichtet. Ab 1810 besuchte er das Pädagogium in Halle (Saale).
Im Dezember 1813 trat er dem leichten Garde-Kavallerie-Regiment als Husar bei und nahm 1814 an den Feldzügen gegen Frankreich teil. Er wurde mit dem Eisernen Kreuz ausgezeichnet und zum Leutnant befördert. 1819 nahm er seinen Abschied vom Militär, nachdem er im März Karoline, geb. von Bilfinger geheiratet hatte. Die beiden wohnten mehrere Jahre in Ivenack und zogen dann in das von Karls Vater in Sommersdorf neu errichtete Herrenhaus.
Nach dem Tod des Vaters 1828 erbte Karl von Maltzahn die Güter Sommersdorf und Leuschentin und erwarb von seinem Bruder das Gut Wüstgrabow bei Stavenhagen. Die Güter Leuschentin und Wüstgrabow verpachtete er, um sich auf Sommersdorf ganz der Landwirtschaft und insbesondere dem Aufbau seines Gestüts widmen zu können. Bereits nach den Befreiungskriegen war auf einer Reise nach England sein Interesse für Pferderennsport und Rassepferdezucht geweckt worden. Er gehörte zu den Mitbegründern der Rennbahnen in Doberan (Ostseerennbahn), Güstrow und Neubrandenburg und war auch als Reiter erfolgreich. 1829 gewann er in Doberan auf Allegranti den zweiten Preis und 1830 in Berlin auf Ivanhoe den Goldenen Pokal des Berliner Vereins für Pferderennen. 1831 gewann er das Springing-Meeting in Basedow und erreichte in Güstrow und Doberan zweite Plätze. 1833 wurden Karl und Rudolf von Maltzahn zu Ehrenmitgliedern des Komitees für Mecklenburger Pferderennen ernannt.
1831 wurde er zum Landrat des Landkreises Demmin berufen. Zu seinem 17 km entfernten Amtssitz in Demmin ritt er bis zum Ende seiner Amtszeit fast täglich von seinem Wohnsitz Sommersdorf aus.  In Pommern gründete er den Anklamer Verein für Pferderennen und Pferdedressur und 1834 gehörte er zu den Mitbegründern des Stralsunder Rennvereins. Hier nahm er ebenfalls erfolgreich an Wettkämpfen teil.
Zusammen mit Rudolf unternahm er Reisen nach England, Schottland und Irland, wo die beiden im Auftrag des Pommerschen Vereins für Pferde- und Viehzucht sowie für die Prinzen Albrecht und Wilhelm von Preußen und den Prinzen von Württemberg Pferde aber auch Rinder kauften. Weiterhin wurde er zum zweiten Direktor des Jockeyclubs für Norddeutschland gewählt und war Direktoriumsmitglied des Berliner Vereins für Pferdezucht und Pferdedressur.
1842 verliebte er sich in Auguste von Dewitz (1812–1886), einer Tochter des mecklenburg-strelitzschen Staatsministers Otto von Dewitz. Seine Frau willigte in die Scheidung ein. Sie zog mit den Kindern nach Dresden. Auguste von Dewitz wies jedoch seine Anträge zurück. Darauf blieb Karl von Maltzahn noch einige Jahre in Sommersdorf, verpachtete dann aber sämtliche Güter und verkaufte sein Gestüt sowie die Rinder- und Merinoschafzucht. Außerdem legte er alle Ämter und Vorsitze nieder. In mehreren Reisen studierte er ausgiebig die Pferdezucht in Österreich, Ungarn, Italien, England, Frankreich und Amerika. 1848 übertrug ihm der Großherzog Friedrich Franz II. von Mecklenburg-Schwerin die Leitung des Landgestüts Redefin.
1851 nahm er engeren Kontakt zu seiner geschiedenen Frau auf, mit der er sich wieder versöhnte und die er am 8. Mai 1852 in Berlin erneut heiratete. 1852 erwarb er das Gut Vollrathsruhe, das er zum Familiensitz ausbaute. Er widmete sich als Technischer Generaldirektor der königlichen Gestüte und Oberlandstallmeister der Pferdezucht in ganz Deutschland. Ab 1852 war er vom Landesherrn eingesetzter Administrator für den hoch verschuldeten Bothmerschen Fideikommiss im Klützer Winkel.
Für 1822 ist die Mitgliedschaft im damaligen Königlichen Johanniterorden bezeugt, nach der Wiedereinführung der Kongregation 1853 wurde er Ehrenritter und 1864 Rechtsritter des Johanniterordens.

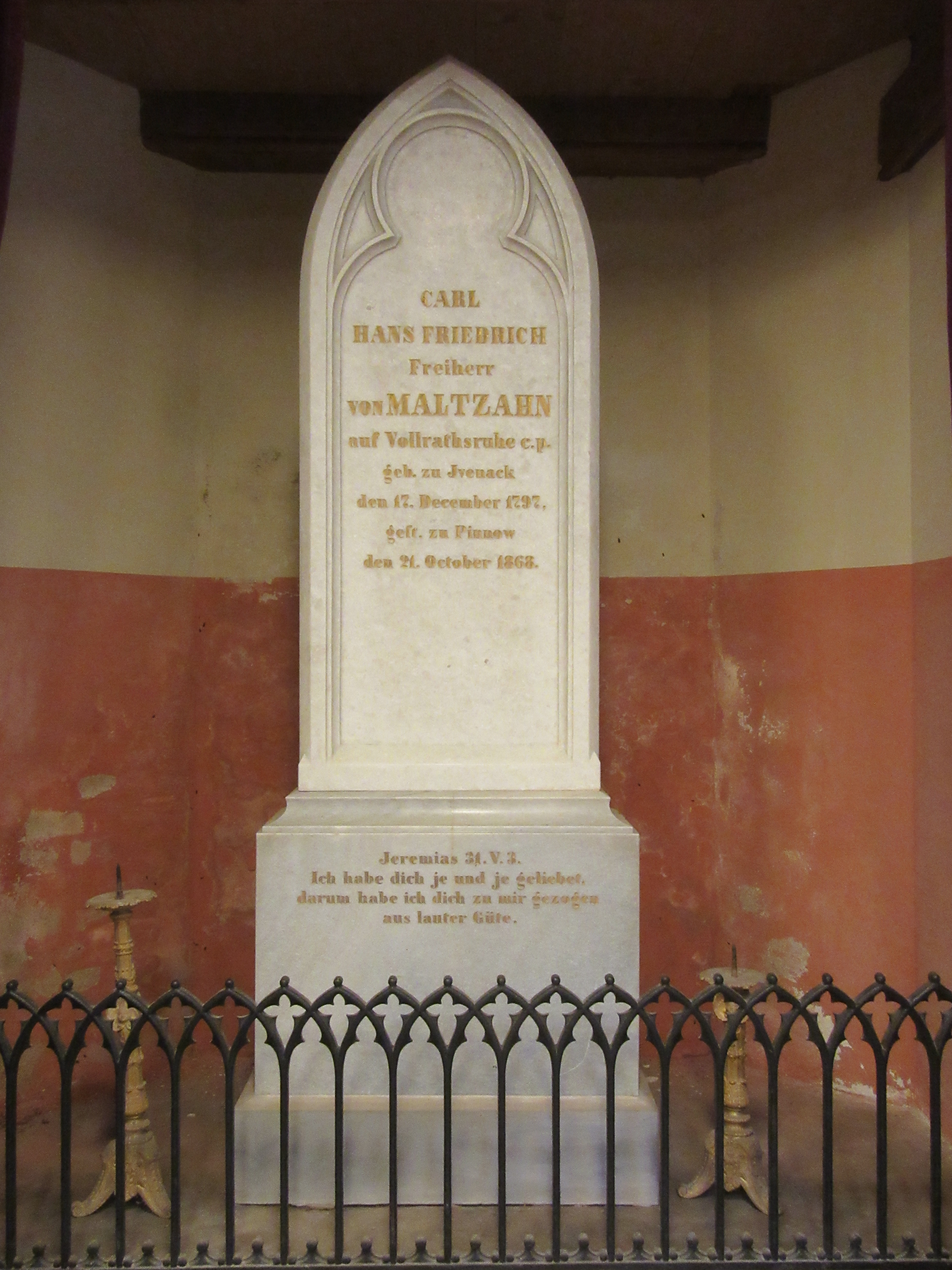
Grabmonument von Karl Freiherr von Maltzahn in der Dorfkirche von Kirch Grubenhagen

Kurze Zeit nach dem Tod seines Bruders Rudolf im Herbst 1868 erlitt Karl Freiherr von Maltzahn in Pinnow einen Schlaganfall und verstarb wenige Tage später. Er wurde im Turmgewölbe der Dorfkirche Kirch Grubenhagen beigesetzt.
Der Versuch eines familiären Neubeginns von 1851 scheiterte bald. Seine Frau verfiel nach langem Leberleiden in Schwermut und nahm sich 1855 schließlich das Leben: man fand ihre Leiche mit geöffneten Adern im Garten von Vollrathsruhe und einen Abschiedsbrief mit einem einzigen Wort „Unwiederbringlich“. Der Verlauf seiner Ehe mit Caroline von Bilfinger und deren Freitod dienten Theodor Fontane als Vorlage für seinen Roman „Unwiederbringlich“.

## Familie
Er heiratete am 26. März 1819 in Berlin Caroline von Bilfinger (* 15. März 1799; † August 1855). Das Paar hatte mehrere Kinder:
- Albrecht (* 2. Juni 1821; † 21. Februar 1877), Herr auf Leuschintin, Erblandmarschall von Alt-Vorpommern ⚭ 1856 Caroline von Biel (1838–1907)[6]
- Arianna (* 8. Februar 1823; † 4. März 1851) ⚭ August von Heyden-Linden (1813–1881)
- Bogislaw (* 25. Juni 1825; † 11. September 1863), preußischer Rittmeister
- Rosalie (* 4. Oktober 1827;  † 30. November 1890) ⚭ 1840 August von Heyden-Linden (1813–1881), Eltern von Bogislav von Heyden-Linden
- Karl (* 25. Juli 1829; † 27. November 1904)[7], Präsident des rheinischen Rennvereins, Ehrenritter des Johanniter-Ordens ⚭ 1857 (I) Camilla von Lemanska (1829–1879), ⚭ 1880 (II) Olga Sturmfeder von Oppenweiler (1849–1881)
- Rudolf (* 15. Juli 1834; † 2. Januar 1885) ⚭ Amalie (Ilma) Almasy von Zsadany und Török-Szent-Miklos (1842–1914)